# Kąty rastra
Kąty rastra, obrócenie rastra – jeden z parametrów rastra klasycznego w druku tonalnym (zarówno jedno-, jak i wielokolorowym). Oznacza on kierunek położenia rzędów plamek rastra. W druku jednokolorowym kąt rastra wpływa na wyrazistość reprodukcji, w wielokolorowym zaś kąty te mają zasadniczy wpływ na uniknięcie efektu mory.
W przypadku druku tonalnego monochromatycznego (np. czarno-białego), a więc druku tylko jednym rastrem, stosuje się dla niego kąt 45°. Uzasadnione jest to tym, że zmysł wzroku człowieka ma tendencję do dostrzegania i uwypuklania tych elementów obrazu, które mogą stanowić analogię do najczęściej zauważanych elementów świata realnego, co w tym przypadku oznaczałoby podświadome skupianie uwagi na wszelkich elementach o układzie dokładnie pionowo-poziomym. Tak więc dla rastra o kącie 0° człowiek zwracałby nadmierną uwagę na białe poziome i pionowe pasy pomiędzy plamkami rastra oraz na rzędy i kolumny samych plamek, odbierając wszystko jako dość wyraźną siatkę. Po obróceniu rastra o 45° siatka ta staje się znacznie słabiej zauważalna, bo jest widziana pod kątem, za to w układzie pionowo-poziomym występuje większa różnorodność elementarnych szczegółów obrazu, która nie ma tak dużej tendencji do tworzenia linii (np. nie każda plamka lecz co druga leży na wspólnej linii w orientacji pionowej lub poziomej).
O tym złudzeniu optycznym można przekonać się obserwując reprodukcje zdjęć fotograficznych w starych gazetach, gdzie stosowano jeszcze małe liniatury rastra – jeżeli spojrzy się na takie zdjęcie z ukosa, to automatycznie spada wrażenie jakości reprodukcji, a linie zaczynają być bardziej zauważalne.
Innym uzasadnieniem dla kąta 45° jest fakt, że siatka rastrowa tak obrócona ma więcej linii w pionie i poziomie (o pierwiastek z dwóch) w porównaniu z układem 0°. Co prawda są to linie wtórne, dostrzegalne jako rzędy plamek rastra biegnące równolegle do przekątnej jego siatki, przez co ułożone są w tych liniach rzadziej i w przeplocie względem linii sąsiednich, jednak istotniejsze znaczenie ma liczba tych wtórnych linii, a nie gęstość plamek na nich. Można dzięki temu zreprodukować więcej szczegółów obrazu, gdyż najczęściej występującymi liniami w motywach obrazu są właśnie linie pionowe i poziome (np. mur ceglany, krawędzie budynków, okna, drzwi, słupy, latarnie, pnie drzew, linia horyzontu).

Przykład nałożenia czterech siatek rastra pod różnymi kątami.

W przypadku nałożenia na siebie dwóch (lub więcej) siatek rastra klasycznego biegnących w tym samym kierunku (druk wielokolorowy tonalny) występuje zjawisko mory. Aby tego uniknąć stosuje się odmienne kierunki przebiegu poszczególnych siatek rastrów. Jednak ustawienie dwu siatek względem siebie pod kątem 45°, czyli maksymalne zróżnicowanie ich kierunku, nie jest wbrew pozorom dobrym rozwiązaniem, gdyż powstaje wtedy wtórna mora z nakładających się na siebie siatek po przekątnej. Empirycznie stwierdzono, że najmniej wyrazista mora powstaje przy różnicy 30° Dlatego w druku czterobarwnym (najczęściej jest to po prostu CMYK) trzy ciemniejsze kolory są względem siebie obrócone tak, że tworzą trójkąt równoboczny, zaś kolor najjaśniejszy, czyli żółty, idzie w pewnym sensie na zmarnowanie stając się kolorem morującym, będącym w opozycji do pozostałych kolorów o 15 lub 45°. Jednak mora koloru żółtego jest dopuszczalna, gdyż z racji jasności tego koloru, mory takiej nie widać.
Najczęstsze rozwiązania układu kątów rastra dla czterech kolorów to:
- żółty 0°
- cyan 15°
- czarny 45°
- magenta 75°
  - ewentualnie obrót każdego z nich o 90°

W przypadku stosowania kolorów dodatkowych (spotowych), ich kąt jest w programach DTP automatycznie ustawiany na 45°. Trzeba o tym szczególnie pamiętać w przypadku grafiki typu duotone budowanej z koloru dodatkowego z czarnym (co najczęściej stosuje się w duotonach) i jeden z tych kolorów trzeba wtedy obrócić względem drugiego.